# Dionisio Fierros
Dionisio Fierros Álvarez, né à Vallouto le 5 mai 1827 et mort le 24 juin 1894 à Madrid, est un peintre espagnol de style romantique spécialisé dans les scènes  historiques et de costumbrismo. Pendant de nombreuses années, il est membre de l'Académie royale des beaux-arts Saint-Ferdinand.

## Biographie
Dionisio Fierros naît à Ballota, mais quitte sa ville natale à l'âge de quatorze ans pour Madrid, où il trouve un poste d'apprenti chez un tailleur. Plus tard, on pense qu'il devient le domestique du marquis de San Adrián, qui possède une vaste collection d'art. Lorsque le marquis le découvre en train de copier certains tableaux, il est impressionné et présente Dionisio Fierros à José de Madrazo. C'est peut-être apocryphe, mais il étudie avec les Madrazos et fait des copies au musée du Prado. Il est possible qu'il ait aussi étudié à Paris et en Italie.
Il fait ses débuts dans les expositions en 1858, avec cinq portraits et trois scènes diverses, présentés à Saint-Jacques-de-Compostelle, où il vit alors. Lors de l'exposition nationale des beaux-arts de 1860, il remporte un prix pour sa peinture d'un pèlerinage à Santiago et, en 1862, il arrive en deuxième position pour sa représentation de personnes sortant d'une messe à Santiago. Au cours des années suivantes, il participe à plusieurs expositions internationales, remportant une médaille de première classe à la Exposition universelle de Philadelphie.
À cette époque, il réalise également une peinture murale de l' Extase de sainte Thérèse pour le monastère de l'Escurial. En 1886, son tableau représentant une scène de la vie du roi Henri III est acheté par le ministère des Travaux publics. De 1885 à 1889, il vit en Galice et peint des portraits, des paysages et des scènes de genre pour le compte de la "Real Sociedad Económica de Amigos de País de Santiago de Compostela".
Cinq ans après son retour à Madrid, il meurt subitement alors qu'il se rend à une corrida. En 1966, une grande rétrospective est organisée à l'Athénée de Madrid et, en 2000, une autre grande exposition est présentée à Vigo.

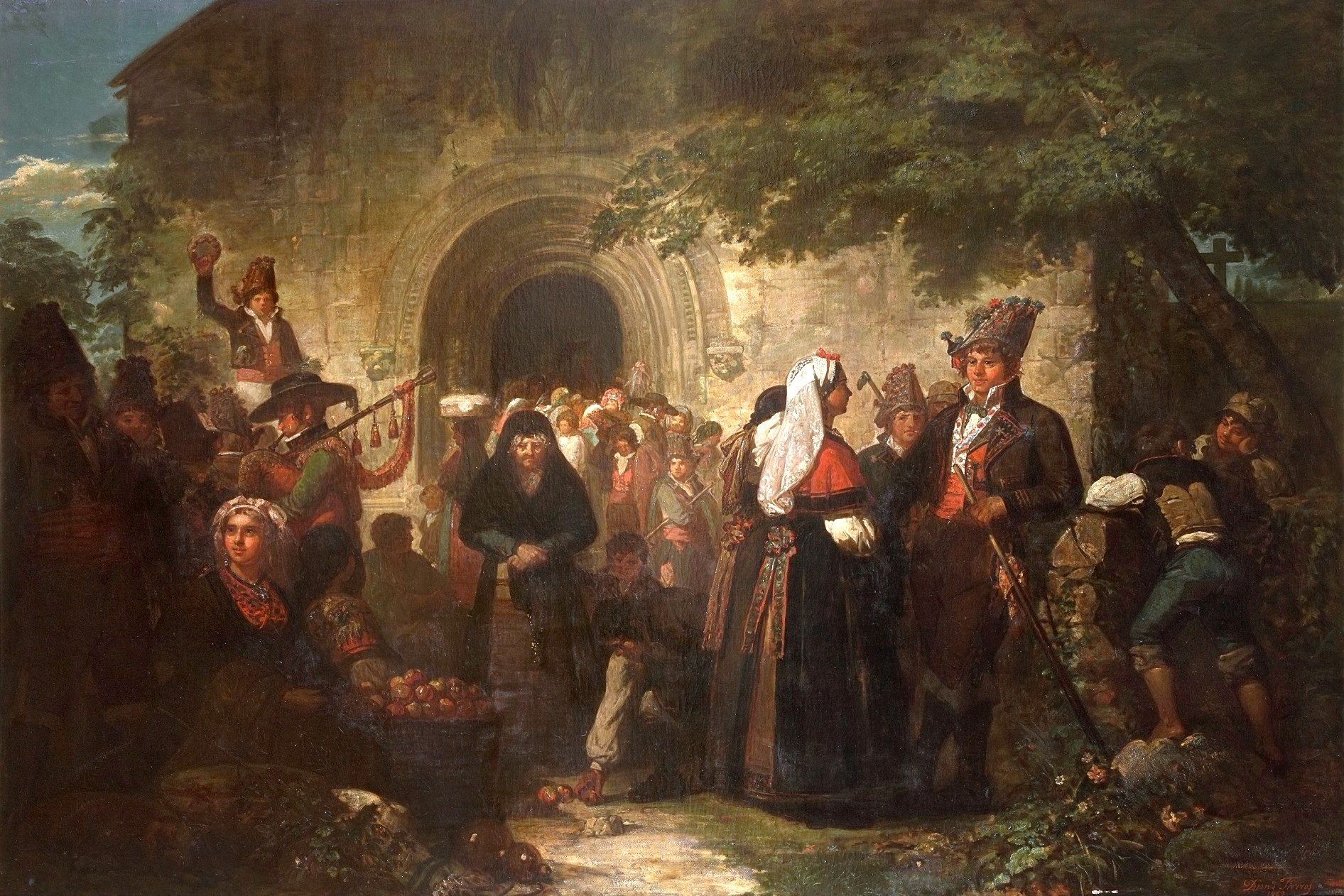
Sortie de la messe dans un village près de Santiago (1862).
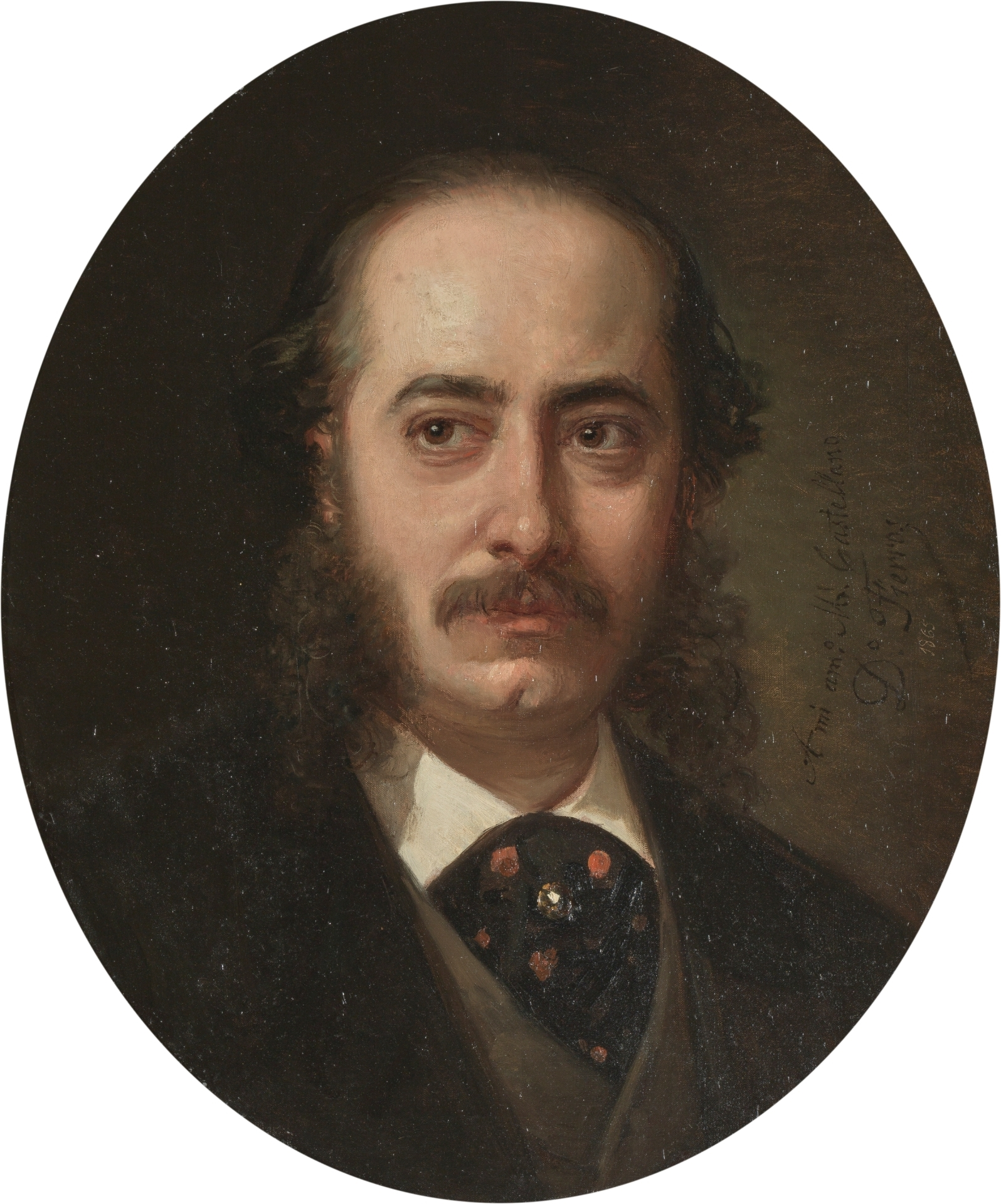
Portrait du peintre Manuel Castellano par D. Fierros (1865).
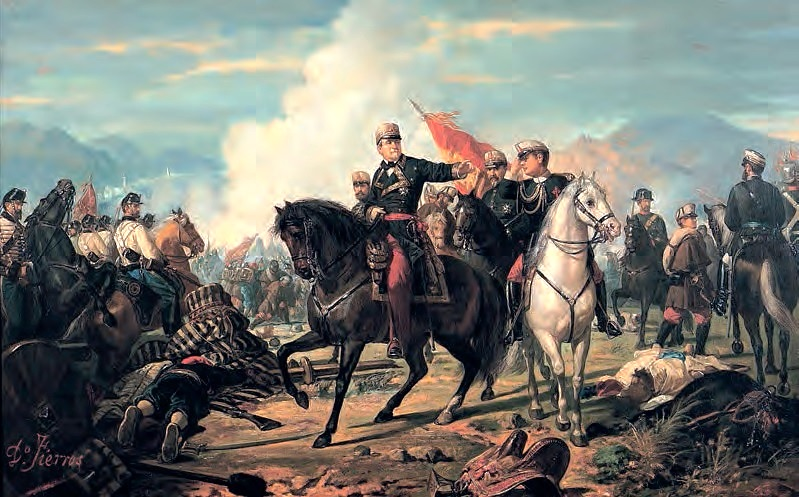
La bataille de Tétouan.
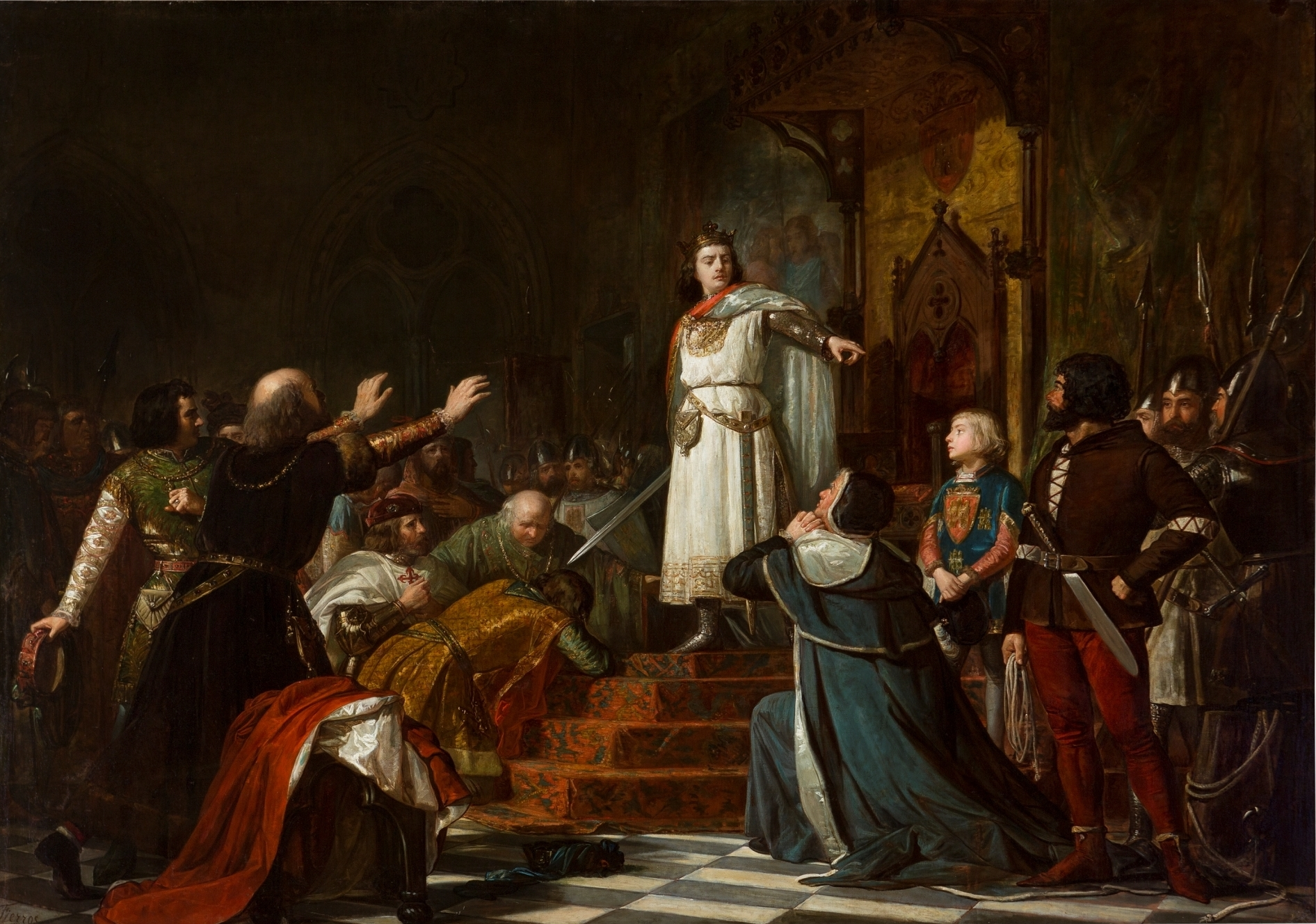
Henri III réprimandant ses nobles (1886).
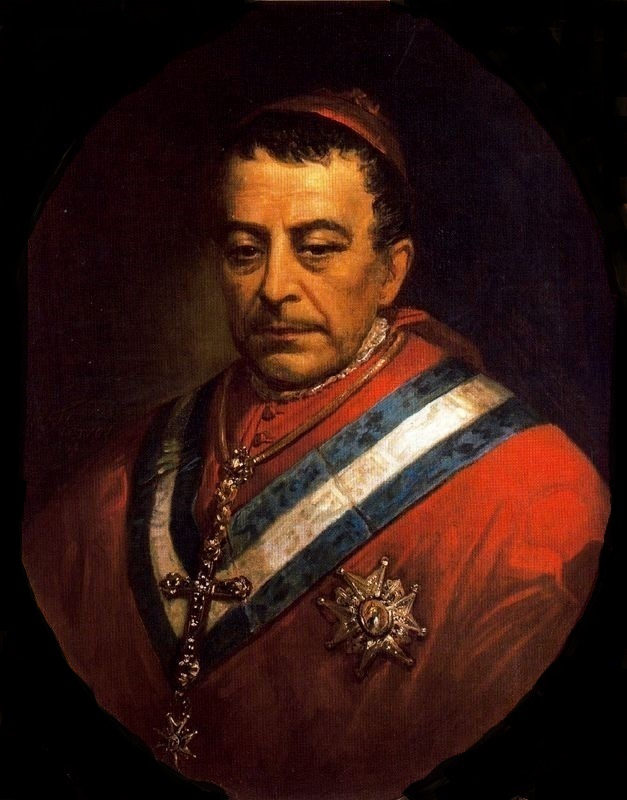
Cardinal Miguel García Cuesta.